# Thọ Thành
Thọ Thành là một xã thuộc huyện Yên Thành, tỉnh Nghệ An, Việt Nam.
Xã Thọ Thành có diện tích 7,98 km², dân số năm 1999 là 4.933 người, mật độ dân số đạt 618 người/km².